# Erythrina megistophylla
Erythrina megistophylla là một loài rau đậu thuộc họ Fabaceae.
Loài này chỉ có ở Ecuador. Môi trường sống tự nhiên của chúng là rừngs ẩm vùng đất thấp nhiệt đới hoặc cận nhiệt đới và vùng núi ẩm nhiệt đới hoặc cận nhiệt đới.